# Сабирова, Малика Абдурахимовна
Малика́ Абдурахи́мовна (по другим данным — Абдурахма́новна) Саби́рова (тадж. Малика Абдураҳмоновна Собирова; 1942, Сталинабад — 1982, Душанбе) — советская и таджикская балерина, балетный педагог. Народная артистка СССР (1974). Прима-балерина Таджикского академического театра оперы и балета им. С. Айни (1961—1982). Крупнейший подвижник развития таджикского балета. Вошла в число выдающихся советских балерин — учениц Галины Улановой.

## Биография
Малика Сабирова родилась 22 мая 1942 года в Сталинабаде (ныне Душанбе, Таджикистан) в семье осетинки Мадины Григорьевны, регистратора в поликлинике, и таджика Абдурахима Джалиловича, флейтиста, служившего в Таджикской филармонии и в оркестре оперного театра (в некоторых источниках, однако отчество Сабировой указывается как Абдурахмановна).
С детства увлекалась балетом, с отцом посещала оперный театр.
В июне 1952 года педагогами Ленинградского хореографического училища (ныне Академия русского балета имени А. Я. Вагановой) Н. П. Базаровой и В. П. Мей, набиравшими таджикскую группу, была рекомендована на зачисление в училище. Осенью того же года уехала в Ленинград на учёбу. В училище её педагогами были Н. П. Базарова, В. С. Костровицкая, А. Н. Блатова, Е. В. Ширипина и Б. В. Шавров. Ученицей танцевала партии Маши-девочки (1954) и Маши-принцессы (1960) в балете П. И. Чайковского «Щелкунчик» на сцене Ленинградского театра оперы и балета имени С. М. Кирова.
С 1961 года, по окончании училища — балерина Таджикского театра оперы и балета имени С. Айни (Душанбе), где дебютировала 16 сентября на отчётном концерте таджикской группы выпускников Ленинградского хореографического училища. В первый же сезон работы начала исполнять сольные и ведущие партии.
В мае 1964 года прошла отборочный тур перед первым Международным конкурсом артистов балета в Варне. Подготовка к конкурсу проходила в Большом театре в Москве, где с ней начали работать А. М. Мессерер и Г. С. Уланова. Сотрудничество с ними продолжилось и после конкурса — Малика неоднократно приезжала в Москву на репетиции.
В 1965 году гастролировала с труппой Большого театра в Великобритании и Ирландии, где её партнёрами были В. Васильев, Б. Хохлов и В. Тихонов. В 1966 году с группой солистов Большого театра и Ленинградского театра оперы и балета имени С. М. Кирова — в Индии и Японии (партнёр — Н. Долгушин). В дальнейшем выступала уже со своим постоянным партнёром М. Бурхановым. Неоднократно гастролировала в Москве с Таджикским театром оперы и балета имени С. Айни и с сольными концертами, также принимала участие в гала-концертах звёзд балета. Также выступала на сценах театров Турции, Ирана, Египта, Чехословакии, Кубы, Норвегии, Болгарии, Венгрии, Австралии, Франции, Латинской Америке.
Вырастила целую плеяду молодых артистов балета, подняв труппу театра до высокого уровня.
Депутат Верховного Совета Таджикской ССР 8-го созыва.
Умерла утром 27 февраля (по другим источникам — 28 февраля) 1982 года от рака лёгких в Душанбе. Похоронена в костюме Жизели на мемориальном кладбище «Лучоб».

### Семья
- Отец — Абдурахим Джалилович Сабиров (по национальности — Узбек[11])[источник не указан 800 дней], мастер по починке национальных музыкальных инструментов, флейтист, служивший в оркестрах Таджикской филармонии и Театра оперы и балета имени С. Айни.
- Мать — Мадина Георгиевна (по национальности — осетинка[12]), работала регистратором в поликлинике.
- Брат- Сабиров Муратбек Абдурахимович, заслуженый тренер и мастер спорта СССР по стендовой стрельбе.

## Звания и награды
- Лауреат Международного конкурса артистов балета в Варне (II премия, 1964)
- Лауреат Международного конкурса артистов балета и хореографов в Москве (I премия, 1969)
- Заслуженная артистка Таджикской ССР (1964)
- Народная артистка Таджикской ССР (1969)
- Народная артистка СССР (1974)
- Премия Ленинского комсомола (1970)
- Премия Ленинского комсомола Таджикской ССР (1966)
- Государственная премия Таджикской ССР имени Рудаки (1967)
- Орден «Знак Почёта» (1965)
- Орден Трудового Красного Знамени (1971)

## Партии
- 1961 — «Жизель» А. Адана, редакция Н. Конюс — Жизель
- 1961 — «Большой вальс» на музыку И. Штрауса, балетмейстер Н. Трегубов — Девочка (первая исполнительница)
- 1961 — «Хореографические композиции» («Буревестник» на музыку С. Рахманинова, «Осень», «Сатир и нимфы» на музыку К. Дебюсси, «Песня чёрного лебедя» на музыку Э. Вила-Лобоса, «Амур и Психея»), балетмейстер М. Беркут (первая исполнительница)
- 1962 — «Шопениана» на музыку Ф. Шопена, хореография М. Фокина — Сильфида
- 1962 — танец «Фарандола» в опере «Кармен» Ж. Бизе
- 1962 — «Шурале» Ф. Яруллина, балетмейстер Б. Завьялов — Сюимбике (первая исполнительница)
- 1962 — «Лебединое озеро» П. Чайковского, редакция В. Кормилина — Одетта-Одиллия
- 1963 — «Доктор Айболит» И. Морозова, балетмейстер Б. Завьялов — Танечка (первая исполнительница)
- 1963 — «Петя и Волк» на музыку С. Прокофьева, балетмейстер Б. Завьялов — Птичка (первая исполнительница)
- 1963 — «Тропою грома» А. Караева, балетмейстер Н. Конюс — Сари (первая исполнительница)
- 1964 — «Горная легенда» Ю. Тер-Осипова, балетмейстер Н. Корягин — Заррина (первая исполнительница)
- 1965 — «Буратино» Н. Сабитова, балетмейстер Х. Сафиуллин — Мальвина (первая исполнительница)
- 1966 — «Ромео и Джульетта» С. Прокофьева, балетмейстер Л. Серебровская — Джульетта (первая исполнительница)
- 1967 — танец в картине «Польский бал» в опере «Иван Сусанин» М. Глинки
- 1967 — «Сын Родины» Ю. Тер-Осипова, балетмейстер Л. Серебровская — Саодат (первая исполнительница)
- 1968 — «Египетские ночи» А. Аренского, балетмейстер Л. Серебровская — Берениса (первая исполнительница)
- 1969 — «Дафнис и Хлоя» М. Равеля, балетмейстер Л. Серебровская — Хлоя (первая исполнительница)
- 1969 — «Дон Кихот» Л. Минкуса, редакция Г. Ледяха — Китри (первая исполнительница)
- 1969 — «Любовь — волшебница» М. де Фальи, балетмейстер Л. Серебровская — Канделас (первая исполнительница)
- 1970 — «Лейли и Меджнун» С. Баласаняна, балетмейстер Н. Конюс — Лейли (первая исполнительница)
- 1972 — «Тимур Малик» М. Ашрафи, балетмейстер М. Бурханов — Заррина
- 1972 — «Класс-концерт» на музыку А. Глазунова, А. Лядова, А. Рубинштейна, Д. Шостаковича в музыкальной композиции А. Цейтлина, балетмейстер А. Мессерер — Солистка (первая исполнительница)
- 1973 — «Золушка» С. Прокофьева, балетмейстер С. Бурханов — Золушка
- 1974 — «Баядерка» Л. Минкуса, редакция Н. Конюс — Никия (первая исполнительница)
- 1974 — Гран па из балета «Раймонда» А. Глазунова, постановка К. Сергеева и Н. Дудинской — Солистка (первая исполнительница)
- 1975 — «Спящая красавица» П. Чайковского, редакция В. Пяри — Аврора (первая исполнительница)
- 1977 — «Эсмеральда» Ц. Пуни, редакция В. Пяри — Эсмеральда
- 1980 — «Дон Кихот» Л. Минкуса, новая редакция — Китри
- 1980 — «Вечер старинной хореографии», постановка Е. Качарова: «Танец часов» из оперы «Джоконда» А. Понкьелли, хореография М. Петипа, «Муки любви» и «Радость любви», хореография А. Горского — Солистка (первая исполнительница)
- «Корсар» на музыку А. Адана, Л. Делиба, Р. Дриго, Ц. Пуни, хореография М. Петипа — Медора
- Хореографическая картина «Вальпургиева ночь» из оперы Фауст Ш. Гуно, хореография Л. Лавровского — Вакханка

## Концертный репертуар
- «Вакханалия» из оперы «Самсон и Далила» К. Сен-Санса, хореография А. Горского, постановка Е. Качарова
- «Испанская сюита» на музыку И. Альбениса, хореография Е. Гельцер, постановка Е. Качарова
- Па де де из балета «Сильфида» Г. Левенскольда, хореография Ф. Тальони, постановка Е. Качарова
- Па де де из балета «Сатанилла, или Любовь и ад» Н.-А. Ребера и Ф. Бенуа, хореография М. Петипа, постановка Е. Качарова
- Па де де из балета «Пламя Парижа» Б. Асафьева, хореография В. Вайнонена
- Па де де из балета «Корсар» на музыку А. Адана, Л. Делиба, Р. Дриго, Ц. Пуни, хореография М. Петипа
- Адажио из балета «Легенда о любви» А. Меликова, хореография Ю. Григоровича
- Миниатюра «Птица и охотник» на музыку Э. Грига, хореография Л. Якобсона
- «Грёзы» на музыку Р. Шумана, хореография Г. Валамат-заде
- «Посвящение Шопену», хореография В. Чабукиани
- «Мелодия» на музыку К. Глюка, хореография В. Чабукиани
- Миниатюра «Весенние воды» на музыку С. В. Рахманинова, хореография А. Мессерера
- Сюита «Весенний Таджикистан» Т. Шахиди, хореография А. Мессерера

## Гастрольные выступления
- 1973 — «Жизель» А. Адана — Жизель — Тегеранский театр оперы и балета (Иран)
- 1973 — «Баядерка» Л. Минкуса — Никия — Тегеранский театр оперы и балета (Иран)
- 1976 — «Жизель» А. Адана — Жизель — Театр Вельки (Варшава, Польша)
- 1976 — «Дон Кихот» Л. Минкуса — Китри — Театр Вельки (Варшава, Польша)
- 1976 — «Лебединое озеро» П. И. Чайковского — Одетта-Одиллия — Театр Вельки (Варшава, Польша)
- 1978 — «Жизель» А. Адана — Жизель — Софийская народная опера
- 1978 — «Лебединое озеро» П. Чайковского — Одетта-Одиллия — Софийская народная опера
- 1979 — «Лебединое озеро» П. Чайковского — Одетта-Одиллия — Национальный балет Кубы[исп.] (исп. Ballet Nacional de Cuba)
- 1979 — «Жизель» А. Адана — Жизель — Национальный балет Кубы

## Фильмография
- 1964 — «Советский Таджикистан № 5» (киножурнал) — фрагмент из балета «Тропою грома»
- 1965 — «1002-я ночь» (музыкальный фильм)
- 1969 — «Молодой балет мира» (документальный фильм)
- 1971 — «Адажио» (документальный фильм)
- 1972 — «Восточное сказание» (фильм-балет) — Принцесса
- 1980 — «Рубаи Хайяма» (фильм-балет, режиссёр Елизавета Кимягарова) — Ситора-муза
- 1980 — «Вакханалия» (фильм-балет) — Вакханка
- 1983 — «Наша Малика» (документальный фильм)

## Публикации
- Сабирова М. Я — балерина // Комсомольская правда : газета. — М., 1970. — № 1 января.
- Сабирова М. Искусство не знает границ // Комсомолец Таджикистана : газета. — Душанбе, 1971. — № 28 марта.
- Сабирова М. Мечтаю танцевать как Галина Уланова // Звезды первой величины. — Сборник. — М., 1973. — С. 31.
- Сабирова М. Лепестки белых вишен // Комсомолец Киргизии : газета. — Фрунзе, 1974. — № 8 июня.
- Сабирова М. Балет — моя жизнь // Коммунист Таджикистана : газета. — Душанбе, 1975. — № 2 февраля.
- Сабирова М. Каждый месяц — гастроли // Комсомолец Таджикистана : газета. — Душанбе, 1977. — № 7 января.

## Память
- На могиле балерины на мемориальном кладбище «Лучоб» в Таджикистане установлен надгробный памятник (архитектор Р. Каримов, скульптор К. Жумагазин)
- 6 ноября 1982 года на доме № 66 по проспекту Ленина в Душанбе, где жила балерина, установлена мемориальная доска (скульптор И. Милашевич) (снесён в 2021 году)[13][14]
- Ежегодно, с 1983 по 1987 год на сцене Таджикского государственного театра оперы и балета им. С. Айни проводились вечера памяти балерины с участием звёзд российского балета
- В 1989 году в Душанбе впервые прошёл региональный конкурс молодых артистов балета и был посвящён памяти М. Сабировой. В 1991 году конкурс приобрёл статус международного и также был посвящён памяти балерины
- В 2001 году, к 60-летию со дня рождения балерины, искусствовед Низам Нурджанов издал книгу «Малика Сабирова», а в 2010 году — книгу «Опера и балет Таджикистана» о Театре оперы и балета имени С. Айни и вкладе балерины в хореографию
- 17 мая 2013 года в галерее «Мино» в Душанбе состоялся вечер памяти М. Сабировой.

### Видео
- Малика Сабирова и Вадим Тедеев — фрагмент из фильма-балета «Рубаи Хаяма» (1980)